# 莱维敦 (纽约州)
莱维敦（Levittown）是美国纽约州拿骚县的一个普查规定居民点。2010年，人口为51,881人，使其成为拿骚县人口最多的普查规定居民点 也是长岛上人口第二位的普查规定居民点。
莱维敦的名字来自它的建设者莱维特公司，由亚伯拉罕·莱维特在1929年8月2日建立，在1947年和1951年之间建立了了这个规划社区。威廉·莱维特和阿尔弗雷德·莱维特分别担任公司的总裁和首席建筑规划师。莱维敦是第一个真正大规模兴建的郊区，被广泛认为是全美国战后郊区的原型。 威廉·莱维特被认为是美国现代郊区之父。